# Prototype Cup Germany 2022
Navigation
Édition suivante
La Prototype Cup Germany 2022 est la première édition du championnat allemand Prototype Cup Germany. Ce championnat a lieu en Allemagne et en Belgique. Il se déroule sur 4 différents circuits et chaque manche est composé de deux courses. Il ddébute le 23 avril au Circuit de Spa-Francorchamps et se termine le 23 octobre à l'Hockenheimring.
Les voitures de sport-prototypes de catégorie LMP3 participent à ce championnat.

## Calendrier
Le calendrier 2022 a été publié le 22 décembre 2021 lors de l'annonce de la création de ce nouveau championnat,.
| N° | Date                    | Course            | Circuit                      | Lieu          | Pays      |
| -- | ----------------------- | ----------------- | ---------------------------- | ------------- | --------- |
| 1  | 23 avril & 24 avril     | Spa-Francorchamps | Circuit de Spa-Francorchamps | Francorchamps | Belgique  |
| 2  | 16 juillet & 17 juillet | Nürburgring       | Nürburgring                  | Nürburg       | Allemagne |
| 3  | 20 août & 21 août       | Lausitzring       | Lausitzring                  | Brandebourg   | Allemagne |
| 4  | 22 octobre & 23 octobre | Hockenheimring    | Hockenheimring               | Hockenheim    | Allemagne |

## Engagés
Toutes les voitures ont un moteur Nissan VK56 5,6 l V8 Atmo.
Toutes les voitures sont équipées de pneus Michelin.
| No.  | Pays             | Écurie                      | Voiture            | Pilotes                                                                                              | Pilotes                                                                                              | Pilotes                                                                                              |
| No.  | Pays             | Écurie                      | Voiture            | Les chiffres entre parenthèses sont la ou les manches auxquelles le pilote ou l'écurie sont inscrits | Les chiffres entre parenthèses sont la ou les manches auxquelles le pilote ou l'écurie sont inscrits | Les chiffres entre parenthèses sont la ou les manches auxquelles le pilote ou l'écurie sont inscrits |
| LMP3 | LMP3             | LMP3                        | LMP3               | LMP3                                                                                                 | LMP3                                                                                                 | LMP3                                                                                                 |
| ---- | ---------------- | --------------------------- | ------------------ | --- | --- | --- |
| 2    |                  | Konrad Motorsport           | Ginetta G61-LT-P3< | Axcil Jefferies (Toutes)                                                                             | Franz Konrad (1)                                                                                     | Maximilian Hackländer (2-4)                                                                          |
| 4    |                  | Nielsen Racing              | Duqueine M30 - D08 | Matt Bell (1)                                                                                        | John Melsom (1)                                                                                      | |
| 5    |                  | Speed Factory Racing        | Ligier JS P320     | Giorgio Rosa (1-2)                                                                                   | Santiago Concepcion Serrano (1)                                                                      | Aleksey Chuklin (en) (2)                                                                             |
| 7    |                  | Toksport WRT (en)           | Ligier JS P320     | Berkay Besler (en) (Toutes)                                                                          | Marvin Dienst (en) (Toutes)                                                                          | |
| 11   |                  | WTM                         | Duqueine M30 - D08 | Torsten Kratz (1, 3-4)                                                                               | Leonard Weiss (1, 3-4)                                                                               | |
| 12   |                  | Racing Experience           | Duqueine M30 - D08 | Gary Hauser (Toutes)                                                                                 | Sebastian von Gartzen (pl) (Toutes)                                                                  | |
| 14   |                  | MRS GT-Racing               | Ligier JS P320     | Rory Penttinen (4)                                                                                   | | |
| 21   |                  | Mühlner Motorsport          | Duqueine M30 - D08 | Matthias Lüthen (en) (Toutes)                                                                        | Donar Munding (Toutes)                                                                               | |
| 22   |                  | Konrad Motorsport           | Ginetta G61-LT-P3  | Franz Konrad (2)                                                                                     | Danny Soufi (3-4)                                                                                    | |
| 23   |                  | Pegasus Racing              | Ligier JS P320     | Thibaut Ehrhart (2, 4)                                                                               | Julien Schell (4)                                                                                    | |
| 24   |                  | Reiter Engineering          | Ligier JS P320     | Eike Angermayr (1)                                                                                   | Florian Janits (en) (1)                                                                              | Mads Siljehaug (de) (2-3)                                                                            |
| 24   | Freddie Hunt (2) | Reiter Engineering          | Ligier JS P320     | Lion Dücker (4)                                                                                      | Moritz Löhner (4)                                                                                    | |
| 30   |                  | Frikadelli Racing Team (de) | Ligier JS P320     | Klaus Abbelen (en) (2)                                                                               | Felipe Fernández Laser (en) (2)                                                                      | |
| 33   |                  | Rinaldi Racing              | Ligier JS P320     | Óscar Tunjo (2-4)                                                                                    | Mateo Villagómez (2-3)                                                                               | Martin Berry (4)                                                                                     |
| 44   |                  | ARC Bratislava              | Ligier JS P320     | Miroslav Konôpka (4)                                                                                 | Matej Konôpka (de) (4)                                                                               | |
| 70   |                  | Gebhardt Motorsport         | Ginetta G61-LT-P3  | Jacob Erlbacher (Toutes)                                                                             | Michael Herich (1-2, 4)                                                                              | Michael Lyons (3)                                                                                    |
| 72   |                  | Koiranen Kemppi Motorsport  | Duqueine M30 - D08 | Sebastian Arenram (Toutes)                                                                           | Jesse Salmenautio (Toutes)                                                                           | |
| 777  |                  | Inter Europol Competition   | Ligier JS P320     | Damian Ciosek (1)                                                                                    | James Winslow (1)                                                                                    | |

## Résultats
Gras indique le vainqueur au général.
| Mc. | Mc. | Circuit    | Écurie vainqueure LMP3                |
| Mc. | Mc. | Circuit    | Pilotes vainqueurs LMP3               |
| --- | --- | ---------- | ------------------------------------- |
| 1   | R1  | Spa        | N° 7 Toksport WRT (en)                |
| 1   | R1  | Spa        | Berkay Besler (en) Marvin Dienst (en) |
| 1   | R2  | Spa        | N° 7 Toksport WRT (en)                |
| 1   | R2  | Spa        | Berkay Besler (en) Marvin Dienst (en) |
| 2   | R1  | Nürburg    | N° 24 Reiter Engineering              |
| 2   | R1  | Nürburg    | Mads Siljehaug (de) Freddie Hunt      |
| 2   | R2  | Nürburg    | N° 7 Toksport WRT (en)                |
| 2   | R2  | Nürburg    | Berkay Besler (en) Marvin Dienst (en) |
| 3   | R1  | Lausitz    | N° 7 Toksport WRT (en)                |
| 3   | R1  | Lausitz    | Berkay Besler (en) Marvin Dienst (en) |
| 3   | R2  | Lausitz    | N° 21 Mühlner Motorsport              |
| 3   | R2  | Lausitz    | Matthias Lüthen (en) Donar Munding    |
| 4   | R1  | Hockenheim | N° 11 Wochenspiegel Team Monschau     |
| 4   | R1  | Hockenheim | Torsten Kratz Leonard Weiss           |
| 4   | R2  | Hockenheim | N° 11 Wochenspiegel Team Monschau     |
| 4   | R2  | Hockenheim | Torsten Kratz Leonard Weiss           |

## Classement

### Attribution des points
| 1er | 2e | 3e | 4e | 5e | 6e | 7e | 8e | 9e | 10e | 11e | 12e | 13e | 14e | 15e |
| --- | -- | -- | -- | -- | -- | -- | -- | -- | --- | --- | --- | --- | --- | --- |
| 25  | 20 | 16 | 13 | 11 | 10 | 9  | 8  | 7  | 6   | 5   | 4   | 3   | 2   | 1   |

### Championnat des pilotes
| Pos.                                          | Driver                                         | SPA   | SPA   | NÜR   | NÜR   | LAU†  | LAU†  | HOC   | HOC   | Points |
| --------------------------------------------- | ---------------------------------------------- | ----- | ----- | ----- | ----- | ----- | ----- | ----- | ----- | ------ |
| 1                                             | Berkay Besler (en) Marvin Dienst (en)          | 1     | 1     | Abd.  | 1     | 1     | 3     | Abd.  | 4     | 111.5  |
| 2                                             | Torsten Kratz Leonard Weiss                    | 2     | 3     |       |       | 6     | 6     | 1     | 1     | 97     |
| 3                                             | Matthias Lüthen (en) Donar Munding             | 4     | 7     | 6     | 2     | 7     | 1     | 7     | 5     | 93     |
| 4                                             | Axcil Jefferies                                | 7     | 6     | 2     | 4     | 2     | Abd.  | 2     | Abd.  | 82     |
| 5                                             | Gary Hauser Sebastian von Gartzen (pl)         | 5     | 5     | 5     | 6     | 3     | 4     | Abd.  | 3     | 79.5   |
| 6                                             | Óscar Tunjo                                    |       |       | 4     | 5     | 4     | 2     | 8     | 6     | 63.5   |
| 7                                             | Maximilian Hackländer                          |       |       | 2     | 4     | 2     | Abd.  | 2     | Abd.  | 63     |
| 8                                             | Jacob Erlbacher                                | 8     | 8     | Abd.  | 8     | 8     | 6     | 6     | 7     | 55     |
| 9                                             | Michael Herich                                 | 8     | 8     | Abd.  | 8     |       |       | 6     | 7     | 46     |
| 10                                            | Mateo Villagómez                               |       |       | 4     | 5     | 4     | 2     |       |       | 43.5   |
| 11                                            | Mads Siljehaug (de)                            |       |       | 1     | 3     | Forf. | Forf. |       |       | 41     |
| 11                                            | Freddie Hunt                                   |       |       | 1     | 3     |       |       |       |       | 41     |
| 12                                            | Sebastian Arenram Jesse Salmenautio            | Abd.  | 9     | Abd.  | 8     | 6     | Abd.  | 4     | Abd.  | 36     |
| 13                                            | Damian Ciosek James Winslow                    | 6     | 2     |       |       |       |       |       |       | 30     |
| 14                                            | Giorgio Rosa                                   | Abd.  | 4     | 8     | 10    |       |       |       |       | 30     |
| 15                                            | Lion Dücker Moritz Löhner                      |       |       |       |       |       |       | 5     | 7     | 22     |
| 16                                            | Martin Berry                                   |       |       |       |       |       |       | 8     | 6     | 20     |
| 17                                            | Aleksey Chuklin (en)                           |       |       | 8     | 10    |       |       |       |       | 17     |
| 18                                            | Eike Angermayr Florian Janits (en)             | 3     | Abd.  |       |       |       |       |       |       | 16     |
| 19                                            | Santiago Concepcion Serrano                    | Abd.  | 4     |       |       |       |       |       |       | 13     |
| 20                                            | Michael Lyons                                  |       |       |       |       | 8     | 6     |       |       | 9      |
| Pilotes non éligibles pour marquer des points |                                                |       |       |       |       |       |       |       |       |        |
|                                               | Rory Penttinen                                 |       |       |       |       |       |       | 3     | 2     |        |
|                                               | Klaus Abbelen (en) Felipe Fernández Laser (en) |       |       | 3     | 7     |       |       |       |       |        |
|                                               | Thibaut Ehrhart                                |       |       | 7     | 11    |       |       | 9     | 8     |        |
|                                               | Danny Soufi                                    |       |       |       |       | 9     | 7     | Abd.  | 10    |        |
|                                               | Julien Schell                                  |       |       |       |       |       |       | 9     | 8     |        |
|                                               | Matt Bell John Melsom                          | Abd.  | 9     |       |       |       |       |       |       |        |
|                                               | Franz Konrad                                   | Forf. | Forf. | Forf. | Forf. |       |       |       |       |        |
|                                               | Miroslav Konôpka Matej Konôpka (de)            |       |       |       |       |       |       | Forf. | Forf. |        |

Notes:
- † – La moitié des points ont été remis lors des courses de Lausitzring.